# Чайковка (Дергачёвский район)
Чайковка (укр. Чайківка) — село в Малоданиловском поселковом совете Харьковского района Харьковской области Украины.
Код КОАТУУ — 6322055904. Население по переписи 2001 года составляет 21 (12/9 м/ж) человек.

## Географическое положение
Село Чайковка находится на правом берегу реки Лозовенька, на реке плотина, которая образует Лозовеньковское водохранилище, выше по течению в 3-х км расположено село Черкасская Лозовая, ниже по течению в 2-х км — пгт Малая Даниловка, на расстоянии в 1 км проходит Харьковская окружная дорога (М-03) — граница Харькова (Алексеевка).
Возле села располагается большой питомник и каскад прудов.

## История
- В 1782 году в «Экономических примечаниях Харьковского уезда» на хуторе Чайковский в 7 дворах проживало 40 жителей.[3]
- На картах Шуберта 1869 года хутор Чайковский расположен в балке реки Лозовеньки.[1]
- В списках населённых мест Харьковской губернии 1864 года в хуторе Чайковский в 10 дворах проживало 45 жителей.
- В 1932 году трестом «Водострой»[4] по проекту института Укргипровод было построено Лозовеньковское водохранилище и начало заполняться; уровень воды в нём в 1941 году был 124,8 м[2] над уровнем моря (сейчас на метр выше — 125,7 м).
- В 1937 — 1940 годах, перед ВОВ, в Чайковке были 10 дворов, Лозовеньковский (плодовый) питомник[5] и детская колония.[6][7] Плотина водохранилища находится между Чайковкой и Флоринкой.
- В 1951 году — 15 дворов.
- В 1990 году — 40 жителей.
- В 2019 году религиозная община прихода князя Александра Невского приняла решение о переходе из Украинской православной церкви (Московского патриархата) в подчинение Православной церкви Украины[8].

## Экономика
- База отдыха «Медуница».
- Коттеджный поселок «Чайковка HILLS».